# Ridotto del Teatro del Popolo
Il Ridotto del Teatro del Popolo è un teatro di Castelfiorentino.

## Storia e descrizione
La vicenda del Ridotto è strettamente congiunta a quella del grande teatro all'italiana a pianta a ferro di cavallo con tre ordini di palchi che privati cittadini realizzarono su disegno degli ingegneri Gaetano e Giuseppe Niccoli a partire dal 1863. L'inaugurazione ufficiale avvenne nel novembre del 1867 con la rappresentazione della Norma di Vincenzo Bellini. Successivamente i fondatori si costituirono in Accademia con la denominazione di "Operosi Impazienti", e hanno mantenuto la proprietà del teatro fino ai nostri giorni dando vita a un complesso contenzioso con l'Amministrazione Comunale quando quest'ultima ha voluto acquisire la proprietà completa dell'immobile per far fronte alla nuova domanda culturale manifestatasi in modo particolarmente forte durante gli anni settanta.
Nel 1894-96, accanto alla struttura principale, alcune stanze adiacenti vennero ampliate e destinate a "Circolo Umberto I", cioè al nucleo che poi in seguito darà vita al Ridotto.
Alcuni limiti emersi nella visibilità dai palchi e nell'acustica, oltre alle nuove esigenze di ampliamento della sala a seguito del diffondersi degli spettacoli cinematografici, richiesero importanti interventi di ristrutturazione progettati dall'architetto Virgilio Marchi e realizzati fra il 1926 e il 1931: la fabbrica fu innalzata di 3 metri per realizzare un loggione e per ampliare la curva della platea; l'arco scenico venne ampliato con la ricostruzione di quattro pilastri e furono rinnovate le decorazioni a stucco e l'illuminazione. Le ingenti spese rese necessarie per questa ristrutturazione crearono problemi finanziari fra gli accademici che si videro costretti così a vendere i locali del "circolo" alla Casa del Fascio. Da allora quello che poi diventerà il Ridotto del teatro assolverà principalmente a luogo di rappresentanza e di riunioni politiche. In quest'occasione, oltre a manomettere il palcoscenico che si trovava nella sala del Circolo, si è accentuata la separatezza di questi locali dal corpo principale del teatro.
Nel secondo dopoguerra il Ridotto, passato all'Intendenza di Finanza, è stato acquisito dall'Amministrazione Comunale che ha recuperato questo spazio, ampiamente rimaneggiato sotto il fascismo, a luogo teatrale con cui soddisfare la crescente domanda culturale emersa a partire dagli anni settanta (nascita della scuola di musica, primi progetti di decentramento teatrale, avvio di corsi di studio di 150 ore per lavoratori, rapporti con le scuole). Così mentre la possibilità di utilizzo del vecchio teatro si riduceva definitivamente non solo per i problemi del contenzioso sulla proprietà, ma anche e soprattutto per quelli connessi al suo degrado e all'adeguamento alla normativa di sicurezza, proprio dai locali del Ridotto sono partiti i lavori di recupero dell'intera struttura teatrale avviati nel 1988 all'interno del programma FIO per i teatri della Toscana.
Ultimati i lavori e in attesa del recupero del teatro, il Ridotto, a partire dal 1995, è diventato una delle infrastrutture culturali più importanti di Castelfiorentino grazie alla sua fisionomia di spazio polivalente, con una sala per gli spettacoli, una saletta per le proiezioni cinematografiche e ampi spazi espositivi. Il Comune, in collaborazione con l'Associazione Microscena, cui è affidata la manutenzione ordinaria, organizza corsi di teatro per adulti e ragazzi, rassegne di gruppi amatoriali, mostre, convegni e seminari oltre a una brillante stagione di prosa e musica.